# Malmö Akvarieförening

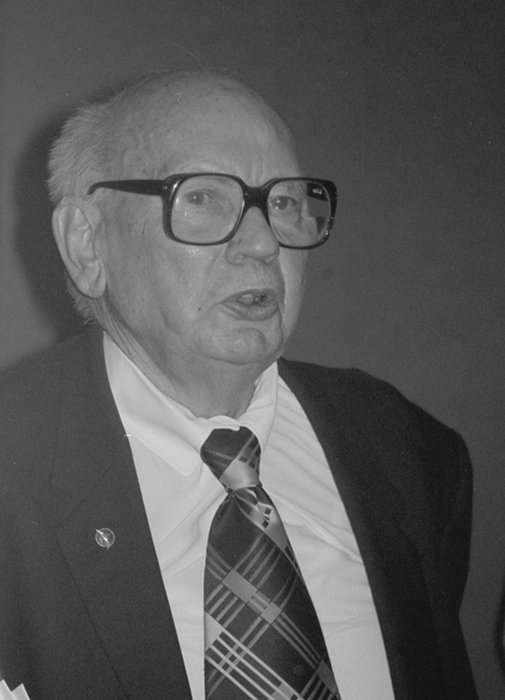
Edvin Brorsson 1975

Malmö Akvarieförening (MAF) grundades 1926 och är den näst äldsta akvarieföreningen i Sverige. Föreningen är en ideell förening för alla i södra Sverige som är intresserade av akvaristik. Föreningen håller sammankomster i Malmö varje månad, men även andra aktiviteter företas, som till exempel besök i akvarieaffärer i södra Sverige och Danmark. Särskilda resor arrangeras även till akvaristiska attraktioner i övriga Europa. Varje år anordnar föreningen tävlingar och auktioner med inriktning på akvaristik.

## Historia
MAF grundades på inititav av Edvin Brorsson (1899-1988) som kallats "den svenska akvaristikens fader". Edvin startade även Tidskriften Akvariet.